# Frédéric-Charles d'Erbach-Limpourg
Frédéric-Charles, comte d'Erbach-Limpourg (21 mai 1680 – 20 février 1731), est un prince allemand membre de la maison d'Erbach et comte, par mariage, de la seigneurie de Limpourg-Michelbach et (par héritage) d'Erbach, Freienstein, Wildenstein, Michelstadt et Breuberg.

## Biographie
Né à Erbach, il est le quatorzième enfant et le sixième fils de Georges-Louis d'Erbach-Erbach et de son épouse, Amélie-Catherine de Waldeck-Eisenberg, fille de Philippe-Dietrich de Waldeck-Eisenberg.
Après la mort de son père en 1693, Frédéric Charles et ses frères plus âgés, héritent de tous les domaines Erbach-Erbach mais comme le dernier survivant des fils est encore mineur, le gouvernement et la tutelle légale sont organisés par le frère aîné, Philippe-Louis d'Erbach-Erbach, qui réussit à régner seul, même après la majorité de ses frères.
Le 18 mai 1711 Frédéric Charles se marie avec Sophie Éléonore (10 juin 1695 – 28 janvier 1738), la plus jeune fille de Vollrath, Schenk de Limpourg-Speckfeld-Obersontheim et son épouse Sophie Éléonore Schenkin de Limpourg-Schmiedelfeld. Ils ont quatre enfants:
- Ernest Louis Vollrath Guillaume (5 mars 1712 – 3 mars 1713).
- Sophie Christine Albertine (5 novembre 1716 – 15 décembre 1741), mariée le 5 novembre 1738 à son cousin le comte Frédéric-Louis de Lowenstein-Wertheim-Virnebourg.
- Frédérique-Charlotte-Wilhelmine (6 janvier 1722 – 29 décembre 1786), mariée le 7 décembre 1738 à son cousin le comte Jean-Louis Vollrath de Lowenstein-Wertheim-Virnebourg.
- Wilhelmine Amélie (7 août 1724 – 3 janvier 1725).

Parce que sa femme est l'une des cinq filles et cohéritières de Vollrath de Limpourg, lorsqu'il mourut en 1713, Frédéric Charles reçoit la Seigneurie de Michelbach comme partie de l'héritage, et les droits d'assumer les armes et les titres de Limpourg (mitregierender comte de Limpourg-Obersontheim).
En 1720, après la mort de son frère Philippe Louis sans descendance, Frédéric Charles hérite d'Erbach-Erbach comme seul comte.
Frédéric Charles meurt à Erbach âgé de 50 ans et est enterré à Michelstadt. Parce qu'il meurt sans descendant mâle, Erbach-Erbach passe à la branche d'Erbach-Schönberg, mais le Limpourg est divisé entre ses filles, qui le transmettent à leurs descendants.